# أوك هيل (فلوريدا)
اوك هيل (بالإنجليزية: Oak Hill)‏ هي مدينة أمريكية تقع في ولاية فلوريدا. تبلغ مساحة هذه المدينة 30.3 (كم²)،ويبلغ عدد سكانها 1792 نسمة حسب إحصاء سنة 2010 م 1792.تشير إحصاءات سنة 2000م بأن الكثافة السكانية في هذه المدينة تقدر بـ(auto) نسمة/كم2 